# سالواتوره بورای
سالواتوره بورای (انگلیسی: Salvatore Burrai؛ زادهٔ ۲۶ مهٔ ۱۹۸۷) بازیکن فوتبال اهل ایتالیا است.
از باشگاه‌هایی که در آن بازی کرده‌است می‌توان به باشگاه فوتبال مودنا، باشگاه فوتبال فوجا، باشگاه فوتبال کرمونزه، باشگاه فوتبال روبور سیه‌نا، باشگاه فوتبال کالیاری، باشگاه فوتبال مونتسا، باشگاه فوتبال لاتینا، باشگاه فوتبال یووه استابیا، و باشگاه فوتبال ترنانا اشاره کرد.